# Sport w Polsce

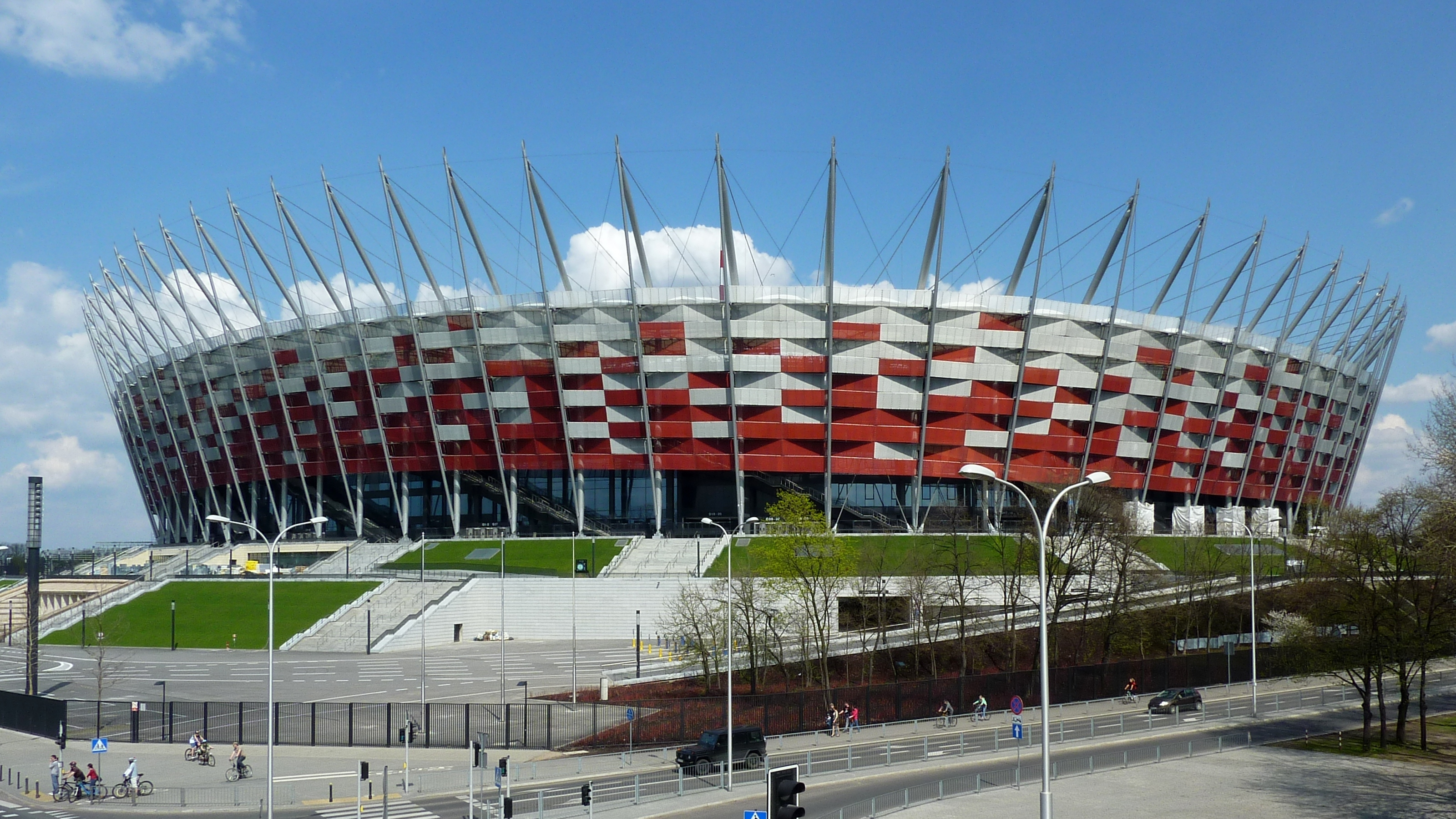
Stadion Narodowy w Warszawie

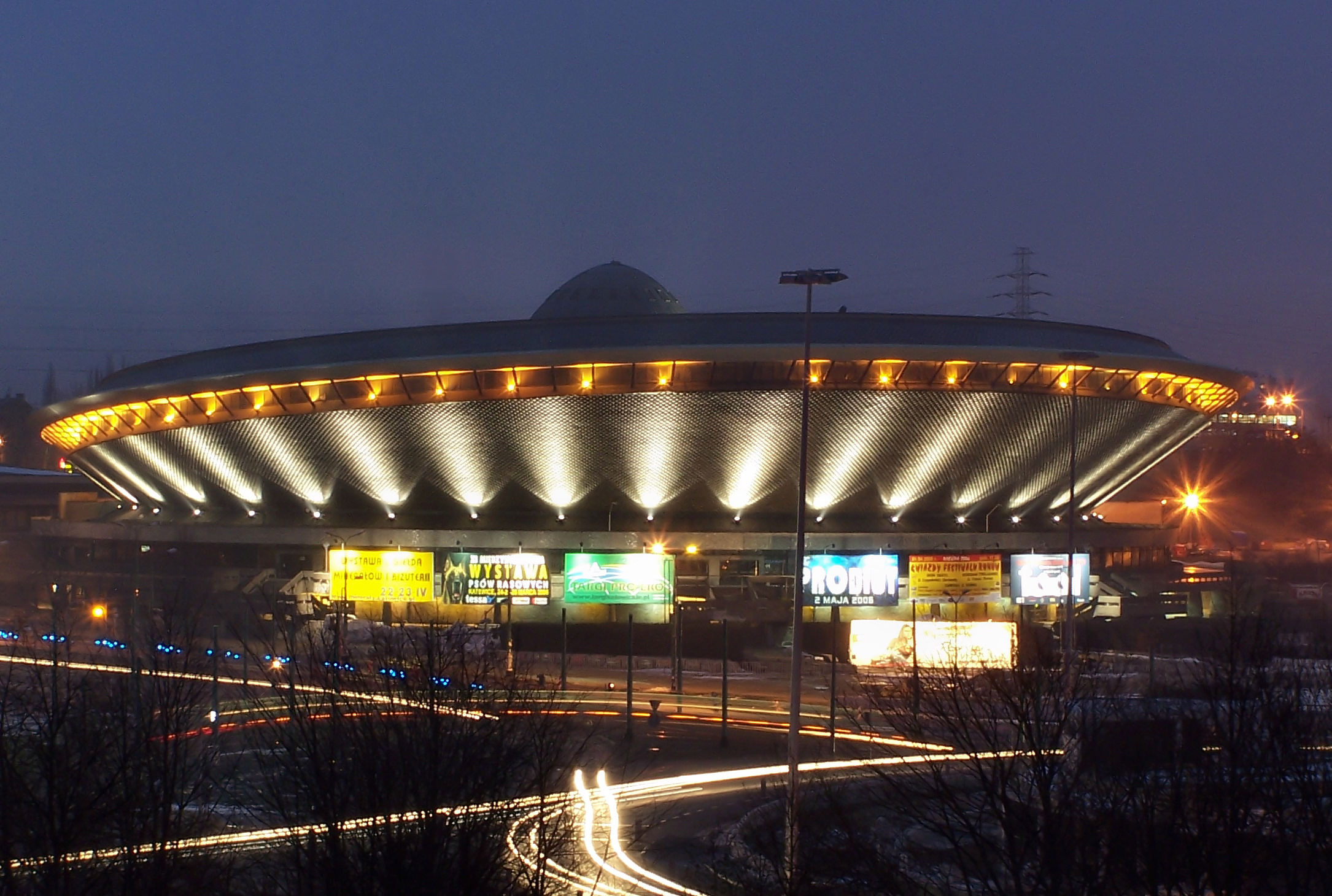
Katowicki Spodek od lat jest miejscem organizacji imprez sportowych o charakterze krajowym i międzynarodowym

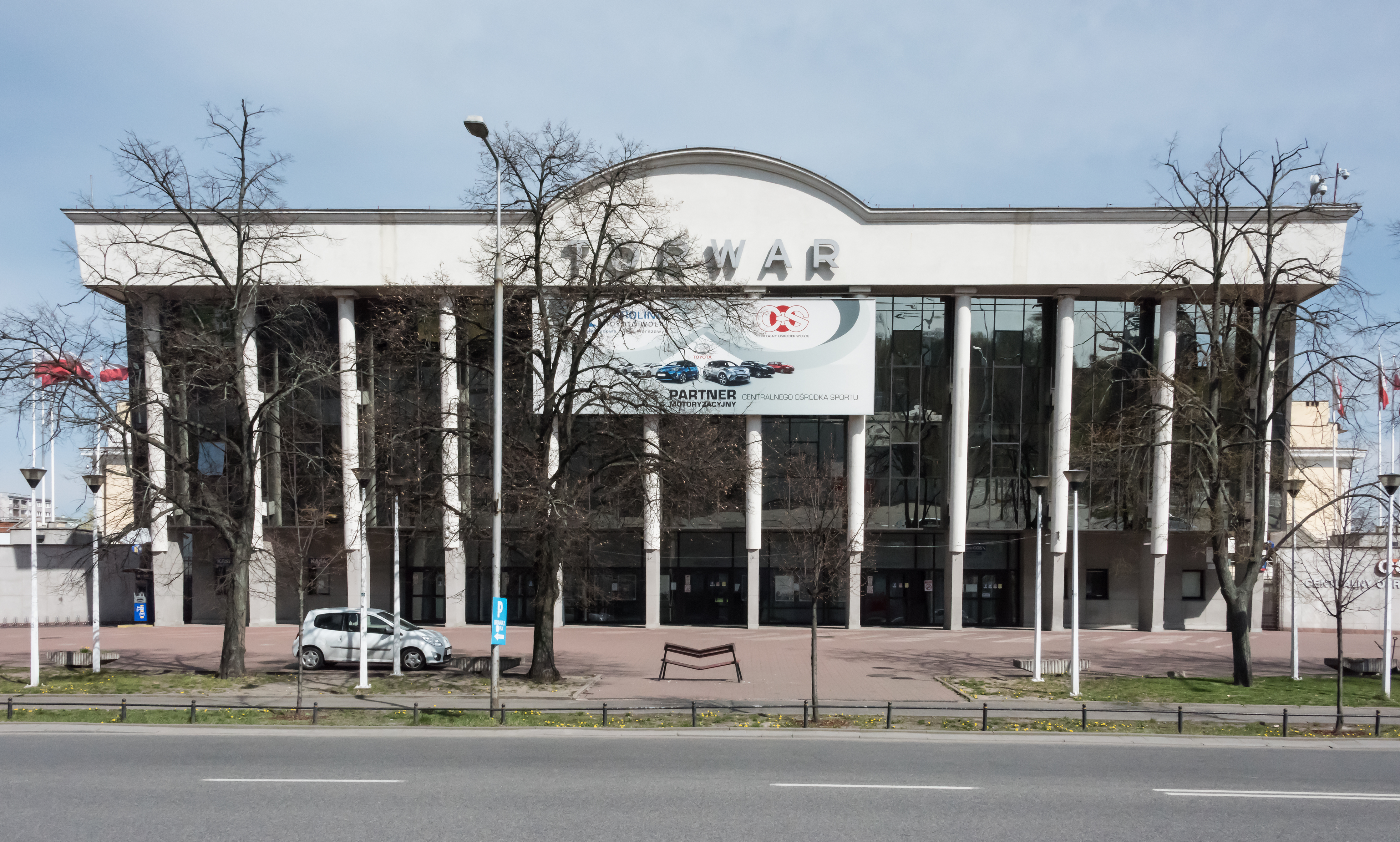
Hala Torwar jest największą halą w Warszawie (4824 miejsca na trybunach)

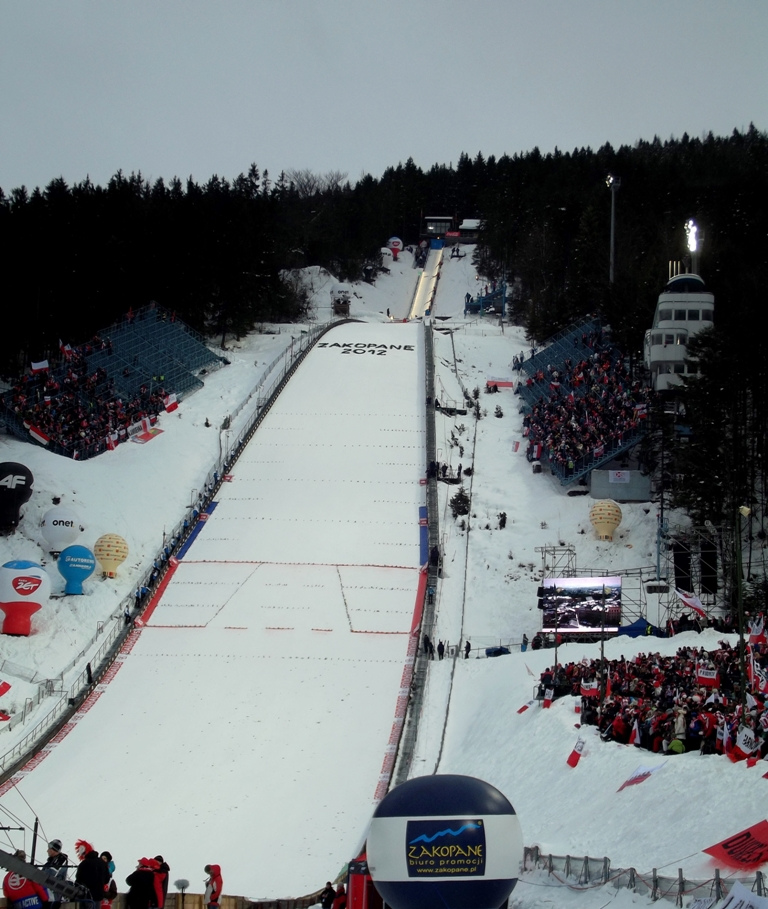
Skocznia narciarska Wielka Krokiew w Zakopanem jest jednym z największych obiektów sportowych w Polsce pod względem pojemności trybun

Sport w Polsce. W Polsce uprawia się wiele dyscyplin sportowych zarówno amatorsko, jak i zawodowo. Najpopularniejszymi z nich są piłka nożna, piłka siatkowa, skoki narciarskie, żużel, lekkoatletyka, piłka ręczna, koszykówka, tenis ziemny i sporty walki.

## Historia
11 października 1919 w Krakowie powołano do życia Polski Związek Lekkiej Atletyki – pierwszą organizację sportową w niepodległej Polsce. Władze związku, którego siedzibą został Lwów – miasto będące wówczas centrum krajowej lekkoatletyki – były zdania, że istnieje konieczność organizacji zawodów popularyzujących dyscyplinę oraz będących sprawdzianem poziomu i umiejętności sportowców. W związku z tym postanowiono, że w lipcu 1920 roku we Lwowie zostanie zorganizowany pierwszy w historii krajowy czempionat. Przed mistrzostwami w odrodzonej Polsce istniało zaledwie kilka klubów lekkoatletycznych, których siedziby znajdowały się w Warszawie, Krakowie oraz Lwowie, a w całym kraju zarejestrowanych było 265 zawodników.

## Sport w Polsce według dyscypliny

### Najpopularniejsze dyscypliny

#### Piłka nożna
- Reprezentacja Polski w piłce nożnej
- Reprezentacja Polski w piłce nożnej kobiet
- Mistrzostwa Polski w piłce nożnej mężczyzn (Ekstraklasa)
- I liga
- II liga
- Puchar Polski
- Puchar Ligi Polskiej (zniesiony)
- Superpuchar Polski
- Polskie kluby piłkarskie
- Mistrzynie Polski w piłce nożnej kobiet
- Puchar Polski w piłce nożnej kobiet

#### Piłka siatkowa
- Reprezentacja Polski w piłce siatkowej mężczyzn
- Reprezentacja Polski w piłce siatkowej kobiet
- Mistrzowie Polski w piłce siatkowej mężczyzn
- Polskie kluby siatkarskie
- Polska Liga Siatkówki (PLS)
- I liga polska w piłce siatkowej mężczyzn – zaplecze PLS
- Liga Siatkówki Kobiet (LSK)
- I liga polska w piłce siatkowej kobiet – zaplecze LSK
- Puchar Polski w piłce siatkowej mężczyzn
- Mistrzynie Polski w piłce siatkowej kobiet
- Puchar Polski w piłce siatkowej kobiet
- Superpuchar Polski w piłce siatkowej kobiet
- Memoriał Huberta Jerzego Wagnera

#### Sport żużlowy
- Reprezentacja Polski na żużlu
- Grand Prix Polski na żużlu
- Grand Prix Europy na żużlu
- Drużynowe Mistrzostwa Polski na Żużlu (DMP)
- Indywidualne Mistrzostwa Polski na Żużlu (IMP)
- Mistrzostwa Polski Par Klubowych na Żużlu (MPPK)
- Młodzieżowe Drużynowe Mistrzostwa Polski na Żużlu
- Młodzieżowe Indywidualne Mistrzostwa Polski na Żużlu
- Kryterium Asów Polskich Lig Żużlowych im. Mieczysława Połukarda

#### Skoki narciarskie
- Reprezentacja Polski w skokach narciarskich
- Mistrzostwa Polski w skokach narciarskich
- Puchar Świata w skokach narciarskich w Wiśle
- Puchar Świata w skokach narciarskich w Zakopanem
- Letnie Grand Prix w skokach narciarskich w Wiśle
- Letnie Grand Prix w skokach narciarskich w Zakopanem

### Pozostałe

#### Piłka ręczna
- Reprezentacja Polski w piłce ręcznej mężczyzn
- Reprezentacja Polski w piłce ręcznej kobiet
- Superliga polska w piłce ręcznej mężczyzn
- Liga Centralna w piłce ręcznej mężczyzn
- Superliga polska w piłce ręcznej kobiet
- Liga Centralna w piłce ręcznej kobiet
- Mistrzowie Polski w piłce ręcznej mężczyzn
- Puchar Polski w piłce ręcznej mężczyzn
- Mistrzynie Polski w piłce ręcznej kobiet
- Puchar Polski w piłce ręcznej kobiet
- Memoriał im. Henryka Kruglińskiego

#### Koszykówka
- Reprezentacja Polski w koszykówce mężczyzn
- Reprezentacja Polski w koszykówce kobiet
- Polska Liga Koszykówki (PLK)
- Polska Liga Koszykówki Kobiet (PLKK)
- I liga polska w koszykówce mężczyzn – zaplecze PLK
- II liga polska w koszykówce mężczyzn
- III liga polska w koszykówce mężczyzn
- Puchar Polski w koszykówce mężczyzn
- Superpuchar Polski w koszykówce mężczyzn
- Mistrzynie Polski w koszykówce kobiet
- Puchar Polski w koszykówce kobiet
- Superpuchar Polski w koszykówce kobiet

#### Futsal
- Reprezentacja Polski
- Reprezentacja Polski kobiet
- Ekstraklasa
- Puchar Polski
- Superpuchar Polski
- Puchar Ligi Polskiej
- I liga
- II liga
- Ekstraliga kobiet
- I liga kobiet
- Młodzieżowe Mistrzostwa Polski

#### Hokej na lodzie
- Reprezentacja Polski w hokeju na lodzie mężczyzn
- Ekstraliga (PLH)
- Mistrzostwa Polski w hokeju na lodzie

#### Hokej na trawie
- Mistrzostwa Polski w hokeju na trawie mężczyzn
- Mistrzostwa Polski w hokeju na trawie kobiet
- Halowe mistrzostwa Polski w hokeju na trawie mężczyzn
- Halowe mistrzostwa Polski w hokeju na trawie kobiet
- Puchar Polski w hokeju na trawie
- Mistrzynie Polski w hokeju na trawie
- Halowe mistrzostwa Polski kobiet w hokeju na trawie

#### Rugby
- Ekstraliga polska w rugby union
- Mistrzostwa Polski w rugby 7 mężczyzn
- Mistrzostwa Polski w rugby 7 kobiet
- Puchar Polski w rugby union
- Mistrzostwa Polski w rugby league

#### Pétanque
- Mistrzostwa Polski w pétanque
- Polska Federacja Pétanque

#### Inne
- Lacrosse w Polsce
- Ultimate w Polsce

## Reprezentanci Polski na imprezach sportowych
W 2012 roku Polacy zdobyli 313 medali (w tym 93 złote, 110 srebrnych i 110 brązowych) na mistrzostwach świata w różnych kategoriach wiekowych i dyscyplinach (karate tradycyjne, taniec sportowy, kick-boxing, sport lotniczy, trójbój siłowy, kulturystyka, fitness, wędkarstwo, żeglarstwo, sport psich zaprzęgów, wu-shu, ju-jitsu, sport motorowodny, narciarstwo wodne, szachy, sumo, sport motorowy, lekkoatletyka, wioślarstwo, brydż sportowy, piłka siatkowa, pływanie w płetwach, modelarstwo, muaythai, boks i kręglarstwo) oraz 537 (147 złotych, 152 srebrne i 238 brązowych) na mistrzostwach Europy w następujących dyscyplinach: karate Fudokan, sumo, kick-boxing, taekwon-do ITF, karate, trójbój siłowy, kulturystyka, fitness, sport psich zaprzęgów, kajakarstwo, boks, sport motorowodny i narciarstwo wodne, ju-jitsu, judo, zapasy, szermierka, kolarstwo, sport motorowy, wu-shu, brydż sportowy, pięciobój nowoczesny, podnoszenie ciężarów, szachy, żeglarstwo, orientacja sportowa, wioślarstwo, piłka siatkowa, wędkarstwo, alpinizm, kendo, pływanie, lekkoatletyka, strzelectwo sportowe, muaythai, snooker i bilard angielski. Ponadto reprezentanci Polski zdobyli 49 medali (21 złotych, 15 srebrnych i 13 brązowych) na mistrzostwach świata niepełnosprawnych w lekkoatletyce, szachach, kolarstwie i judo oraz 112 (28 złotych, 41 srebrnych i 43 brązowe) na mistrzostwach Europy niepełnosprawnych w lekkoatletyce, tenisie stołowym, kręglach, pływaniu i piłce nożnej.

### Polska na igrzyskach olimpijskich
- Polscy olimpijczycy
- Polska na letnich igrzyskach olimpijskich
  - Polscy medaliści letnich igrzysk olimpijskich
- Polska na zimowych igrzyskach olimpijskich
  - Polscy medaliści zimowych igrzysk olimpijskich

## Obiekty sportowe w Polsce
- Lista stadionów w Polsce
- Lista stadionów piłkarskich w Polsce
- Lista hal sportowych i widowiskowych w Polsce